# Loxandrus crenulatus
Loxandrus crenulatus är en skalbaggsart som beskrevs av Maximilien de Chaudoir. Loxandrus crenulatus ingår i släktet Loxandrus och familjen jordlöpare. Inga underarter finns listade i Catalogue of Life.